# Sun Bu'er
Sun Bu'er (Sun Pu-erh, en xinés 孫不二), poeta xinesa, una dels Set Mestres Taoistes de Quanzhen, visqué si fa no fa en els anys 1119-1182 de la nostra era a la província xinesa de Shandong. Era una dona intel·ligent, rica, casada i amb tres fills. El seu cognom era Sun i el seu nom, Fuchun; Bu'er és el seu nom taoista. El seu marit, Ma Yu, era deixeble del mestre taoista Wang Chongyang. A l'edat de 51 anys ella es feu deixebla de Wang Chongyang, i esdevingué sacerdotessa taoista. Abandonà sa casa i se n'anà a Luoyang, on, després de dotze anys de pràctica a la cova Fengxiangu, obtingué el Tao i, es diu que es convertí en immortal. Sun fou mestra de diversos deixebles, fundà la Secta de la Puresa i la Tranquil·litat, i escrigué poesia taoista.

## Els Set Immortals
- Ma yu
- Liu ChuXuan
- Hao DaTong
- Tan ChuDuan
- Qiu Chuji
- Wang Chuyi
- Sun Bu'er